# 12040 Якобі
12040 Якобі (12040 Jacobi) — астероїд головного поясу, відкритий 8 березня 1997 року.
Тіссеранів параметр щодо Юпітера — 3,484.